# Janne Teller
Janne Teller (Copenaghen, 8 aprile 1964) è una scrittrice danese.

## Biografia
Nata in una famiglia di origini austro-tedesche, Janne Teller si è laureata in macroeconomia all'Università di Copenaghen nel 1988.
Ha lavorato fino al 1995 come consulente politico-economico prima per l'Unione europea, poi per le Nazioni Unite. Grazie a questo lavoro ha potuto viaggiare molto: è stata, infatti, a Dar-es-Salaam (1988-89), a Bruxelles (1990-91), a New York (1991-93) e in Mozambico (1993-94).
Nel 1995 ha abbandonato la sua carriera all'ONU per dedicarsi completamente alla scrittura e anche in questo campo ha ottenuto un grande successo: prima con L'isola di Odino, tradotto nei maggiori paesi europei (tra cui anche l'Italia), poi con L'innocenza di Sofie, libro per ragazzi con il quale si è aggiudicata il Premio del Ministero della Cultura Danese.
In seguito al successo ottenuto in America, Nord Europa, Germania e Spagna, quest'ultima opera è stata completamente ritradotta in un'edizione più fedele all'originale dalla Feltrinelli, che l'ha inoltre rinominata con la traduzione letterale del titolo originale "Intet", "Niente".

## Opere

### Romanzi
- Odins ø (1999)
  - L'isola di Odino (2001), Iperborea (ISBN 88-7091-095-4)
- Intet (2000)
  - L'innocenza di Sofie (2004), Fanucci Editore
  - Niente (2012), Feltrinelli
- Kattens Tramp (2004)
- Hvis der var krig i Norden (2005)
  - Immagina di essere in guerra (2014), Feltrinelli
- Kom (2007)
  - È la mia storia (2019), Feltrinelli
- Alt (2014)

### Altre opere
- 2002: Ridder Rask og den Brune Bamse (racconto breve per bambini)
- 2002: Pourquoi? (racconto breve, scritto originariamente in francese)
- 2004: Skriv din Satan (antologia)